# Metin Türköz
Mehmet Metin Türköz (* 1. September 1937 bei Kayseri; † 26. November 2022 in Köln) war ein deutscher Liedermacher türkischer Herkunft. Er war der erste Sänger türkischer Volksmusik in Deutschland.

## Leben
Der gelernte Schlosser kam 1962 nach Deutschland, um für Ford in Köln zu arbeiten, wurde jedoch als Volkssänger zur „Stimme der türkischen Arbeiter in Deutschland“ (Nedim Hazar). Er veröffentlichte 13 Langspielkassetten und 72 Singles mit teilweise zweisprachig (türkisch und deutsch) gesungenen Gurbet Türküleri. In den 1970er Jahren beendete Metin Türköz seine Musikerkarriere und arbeitete danach als Obst- und Gemüsehändler, in einem Imbiss und zuletzt als Metzger in einem türkischen Supermarkt.
Türköz lebte bis zuletzt in Köln. Er starb 2022 im Alter von 85 Jahren nach langer Krankheit in einem Kölner Seniorenheim. Seine Grabstätte befindet sich auf dem Kölner Westfriedhof.

## Bekannte Lieder (Auswahl)
- Alamanya
- Kabahat Tercümanda
- Karnavalda Zimba
- Maystero/Meistero

## Film
- Fremdländer – Deutschländer. Als die Türken kamen. Film von Monika Siegfried-Hagenow, WDR 2006
- Songs of Gastarbeiter – Liebe, D-Mark und Tod. Film von Cem Kaya, WDR, RBB und ARTE 2022